# Liste der Fahnenträger der Olympischen Sommerspiele 1920
Die Liste der Fahnenträger der Olympischen Sommerspiele 1920 führt die Fahnenträger bei der Eröffnungsfeier auf.
Beim Einmarsch der Nationen zogen Athleten aller teilnehmenden Länder in das Olympiastadion Antwerpen ein. Bei der Eröffnungsfeier wurden die einzelnen Teams von einem Fahnenträger aus den Reihen ihrer Sportler oder Offiziellen angeführt, der entweder von ihrem jeweiligen Nationalen Olympischen Komitee (NOK) oder von den Athleten selbst bestimmt wurde.

## Reihenfolge
Der griechischen Mannschaft wurde traditionell der Platz an vorderster Stelle gewährt, ein Sonderstatus, der aus der Ausrichtung der antiken und ersten Spiele der Moderne in Griechenland herrührt. Belgien marschierte als Gastgebernation zuletzt ein. Die anderen Länder betraten das Stadion in alphabetischer Reihenfolge in der Sprache der Gastgebernation, in diesem Fall also Französisch. Diese Reihenfolge entspricht sowohl der Tradition als auch den Statuten des Internationalen Olympischen Komitees (IOK).

## Liste der Fahnenträger
Nachfolgend führt eine Liste die Fahnenträger der Eröffnungsfeier aller teilnehmenden Nationen auf, sortiert nach der Abfolge ihres Einmarsches. Die Liste ist zudem sortierbar nach ihrem Staatsnamen, nach Mannschaftskürzel, nach Anzahl der Athleten, nach dem Nachnamen des Fahnenträgers und dessen Sportart.

### Nach Nationen
| Abfolge | Nationalmannschaft    | Französischer Name | Kürzel | Athleten | Fahnenträger          | Sportart           |
| ------- | --------------------- | ------------------ | ------ | -------- | --------------------- | ------------------ |
| 1       | Griechenland          | Grèce              | GRE    | 57       | Vasilios Zarkadis     | Fechten            |
| 2       | Südafrikanische Union | Afrique du Sud     | RSA    | 39       |                       |                    |
| 3       | Australien            | Australie          | AUS    | 13       | George Parker         | Leichtathletik     |
| 4       | Brasilien             | Brésil             | BRA    | 21       | Guilherme Parãense    | Schießen           |
| 5       | Kanada                | Canada             | CAN    | 53       | Archie McDiarmid      | Leichtathletik     |
| 6       | Chile                 | Chili              | CHI    | 2        | Arturo Medina         | Leichtathletik     |
| 7       | Dänemark              | Danemark           | DEN    | 154      | Robert Johnsen        | Turnen             |
| 8       | Ägypten               | Egypte             | EGY    | 22       | Hamad Samy            | Gewichtheben       |
| 9       | Spanien               | Espagne            | ESP    | 58       | José García Lorenzana | Leichtathletik     |
| 10      | Estland               | Esthonie           | EST    | 14       | Harald Tammer         | Leichtathletik     |
| 11      | Vereinigte Staaten    | Etats-Unis         | USA    | 288      | Pat McDonald          | Leichtathletik     |
| 12      | Finnland              | Finlande           | FIN    | 63       | Emil Hagelberg        | Moderner Fünfkampf |
| 13      | Frankreich            | France             | FRA    | 304      | Émile Écuyer          | Leichtathletik     |
| 14      | Großbritannien        | Grande-Bretagne    | GBR    | 235      | Philip Noel-Baker     | Leichtathletik     |
| 15      | Niederlande           | Hollande           | HOL    | 113      | J. H. van Dijk        | Offizieller        |
| 16      | Britisch-Indien       | Indes Anglaises    | IND    | 5        | Purma Bannerjee       | Leichtathletik     |
| 17      | Italien               | Italie             | ITA    | 174      | Nedo Nadi             | Fechten            |
| 18      | Japan                 | Japon              | JPN    | 15       | Gensabulo Noguchi     | Leichtathletik     |
| 19      | Luxemburg             | Luxembourg         | LUX    | 25       | Alexandre Servais     | Leichtathletik     |
| 20      | Monaco                | Monaco             | MON    | 4        | Edmond Médécin        | Leichtathletik     |
| 21      | Norwegen              | Norvège            | NOR    | 194      | Helge Løvland         | Leichtathletik     |
| 22      | Neuseeland            | Nouvelle-Zélande   | NZL    | 4        | Harry Wilson          | Leichtathletik     |
| 23      | Portugal              | Portugal           | POR    | 13       | António de Menezes    | Fechten            |
| 24      | Schweden              | Suède              | SWE    | 260      | Hans Granfelt         | Leichtathletik     |
| 25      | Schweiz               | Suisse             | SUI    | 77       | Luigi Antognini       | Leichtathletik     |
| 26      | Tschechoslowakei      | Tchécoslovaquie    | TCH    | 121      | Ladislav Žemla        | Tennis             |
| 27      | Belgien               | Belgique           | BEL    | 336      | Victor Boin           | Fechten            |

Kein Einmarsch:  Argentinien und  Jugoslawien

### Nach Sportarten
| Sportart           | Nationen | Anzahl |
| ------------------ | --- | ------ |
| Fechten            | Belgien – Griechenland – Italien – Portugal | 4      |
| Gewichtheben       | Ägypten | 1      |
| Leichtathletik     | Australien – Britisch-Indien – Chile – Estland – Frankreich – Großbritannien – Japan – Kanada – Luxemburg – Monaco – Neuseeland – Norwegen – Schweden – Schweiz – Spanien – Vereinigte Staaten | 16     |
| Moderner Fünfkampf | Finnland | 1      |
| Schießen           | Brasilien | 1      |
| Tennis             | Tschechoslowakei | 1      |
| Turnen             | Dänemark | 1      |
| Offizieller        | Niederlande | 1      |
| Unbekannt          | Südafrikanische Union | 1      |
| Kein Einmarsch     | Argentinien – Jugoslawien | 2      |